# Xiphosomella tricarinata
Xiphosomella tricarinata är en stekelart som först beskrevs av Cameron 1911.  Xiphosomella tricarinata ingår i släktet Xiphosomella och familjen brokparasitsteklar. Inga underarter finns listade i Catalogue of Life.